# FIRA Women's European Trophy 2011
El FIRA Women's European Trophy (Trofeo Europeo Femenino) de 2011 fue la decimosexta edición del torneo femenino de rugby oficial en Europa.

## Resultados

### Grupo A
| Pos. | Equipo    | Encuentros | Encuentros | Encuentros | Encuentros | Tantos  | Tantos    | Tantos     | Puntos Totales |
| Pos. | Equipo    | jugados    | ganados    | empatados  | perdidos   | a favor | en contra | diferencia | Puntos Totales |
| ---- | --------- | ---------- | ---------- | ---------- | ---------- | ------- | --------- | ---------- | -------------- |
| 1    | España    | 3          | 3          | 0          | 0          | 149     | 14        | +35        | 13             |
| 2    | Francia   | 3          | 2          | 0          | 1          | 160     | 18        | +142       | 11             |
| 3    | Suecia    | 3          | 1          | 0          | 2          | 26      | 58        | -32        | 5              |
| 4    | Finlandia | 3          | 0          | 0          | 3          | 3       | 248       | -245       | 0              |

#### Partidos
| 30 de abril | Francia | 40 - 3 | Suecia |  |  |

| 30 de abril | España | 119 - 0 | Finlandia |  |  |

| 2 de mayo | España | 12 - 11 | Francia |  |  |

| 2 de mayo | Suecia | 20 - 0 | Finlandia |  |  |

| 4 de mayo | Francia | 109 - 3 | Finlandia |  |  |

| 4 de mayo | España | 18 - 3 | Suecia |  |  |

### Grupo B
| Pos. | Equipo       | Encuentros | Encuentros | Encuentros | Encuentros | Tantos  | Tantos    | Tantos     | Puntos Totales |
| Pos. | Equipo       | jugados    | ganados    | empatados  | perdidos   | a favor | en contra | diferencia | Puntos Totales |
| ---- | ------------ | ---------- | ---------- | ---------- | ---------- | ------- | --------- | ---------- | -------------- |
| 1    | Inglaterra   | 3          | 3          | 0          | 0          | 80      | 0         | +80        | 14             |
| 2    | Italia       | 3          | 1          | 0          | 2          | 51      | 26        | +25        | 7              |
| 3    | Países Bajos | 3          | 1          | 0          | 2          | 30      | 70        | -40        | 5              |
| 4    | Rusia        | 3          | 1          | 0          | 2          | 17      | 83        | -66        | 4              |

#### Partidos
| 30 de abril | Inglaterra | 5 - 0 | Italia |  |  |

| 30 de abril | Rusia | 17 - 10 | Países Bajos |  |  |

| 2 de mayo | Inglaterra | 36 - 0 | Países Bajos |  |  |

| 2 de mayo | Italia | 34 - 0 | Rusia |  |  |

| 12 de mayo | Inglaterra | 39 - 0 | Rusia |  |  |

| 12 de mayo | Países Bajos | 20 - 17 | Italia |  |  |

### Séptimo puesto
| 7 de mayo | Rusia | 22 - 5 | Finlandia |  |  |

### Quinto puesto
| 7 de mayo | Países Bajos | 21 - 5 | Suecia |  |  |

### Tercer puesto
| 7 de mayo | Francia | 17 - 7 | Italia |  |  |

### Final
| 7 de mayo | España | 3 - 5 | Inglaterra |  |  |

| Bandera de Inglaterra |
| Campeón Inglaterra    |
| Cuarto título         |